# Sake van der Ploeg
Sake van der Ploeg (Bergum, 24 mei 1920 - Leeuwarden, 23 juni 1985) was een Nederlandse stakingsleider, vakbondsbestuurder en politicus. Van der Ploeg was lid van de PvdA.

## Leven en werk
Van der Ploeg was een zoon van de kruidenier Hendrik van der Ploeg en Harmke Dijkstra. Hij groeide op in Friesland en begon na de lagere school een loopbaan als arbeider in de zuivelindustrie. Als stakingsleider van een langdurige stakingsactie in de jaren 1952 en 1953 bij de Groningse Coöperatieve Melkproductenfabriek "De Ommelanden" maakte hij naam in vakbondskringen. In 1962 werd hij voorzitter van de Algemene Nederlandse Agrarische Bedrijfsbond. Zijn politieke carrière begon in 1963 toen hij werd gekozen tot lid van de Eerste Kamer. Aansluiten daarop was hij van 1965 tot 1971 Tweede Kamerlid. In 1973 beëindigde hij zijn loopbaan bij de vakbond. In dat jaar trad hij af als voorzitter van de Agrarische Voedingsbedrijfsbond van het NVV, omdat hij zich verzette tegen een door de bond voorgenomen staking. Hij werd in 1974 benoemd tot burgemeester van de Oost-Groningse gemeente Oude Pekela. Tijdens zijn vierjarig burgemeesterschap kwam hij in conflict met de gemeenteraad. In 1978 verzocht hij om ontslag uit zijn functie vanwege zijn gezondheid. In de periode voor zijn ontslag werden zijn ruiten meerdere malen stuk gegooid. Hij was Oude Pekela al een keer in dat jaar ontvlucht en na een hartinfarct zag hij zich genoodzaakt om zijn ontslag aan te vragen. Na zijn ontslag vestigde hij zich in Drachten. Hij overleed in juni 1985 op 65-jarige leeftijd in het Bonifatius Hospitaal te Leeuwarden.
- Biografisch Portaal: 65534192
- Parlement.com: vg09ll4p4lvz

- Biografisch Portaal: 65534192
- Parlement.com: vg09ll4p4lvz